# Пешки (Черкасская область)
Пе́шки (укр. Пішки; ранее — Пишки) — село в Корсунь-Шевченковском районе Черкасской области Украины.
Население по переписи 2001 года составляло 379 человек. Почтовый индекс — 19410. Телефонный код — 4735.

## История
Пешки, село в Черкасской области. Около села, на левом берегу реки Нехворощи, в урочище Замковщина, на мысу, городище, обнесенное валом и рвом. С напольной стороны к городищу примыкает неукрепленное селище. Подъемный материал: гончарная керамика древнерусского (XI—XIII вв.) и более позднего времени. Поблизости был найден клад древнерусских серебряных украшений XII—XIII вв.
В XIX веке село Пешки было в составе Корсунской волости Каневского уезда Киевской губернии. В селе была Рождество-Богородицкая церковь.

## Местный совет
19410, Черкасская обл., Корсунь-Шевченковский р-н, с. Пешки